# Dessiè (sommergibile)
Il Dessiè è stato un sommergibile della Regia Marina.

## Storia
Nell'agosto-settembre 1937, nel corso della guerra di Spagna, operò in Mar Egeo contro il traffico a favore della Spagna repubblicana, ma non colse alcun risultato.
Dislocato a Tobruk nel 1938, fu trasferito (1940) a Taranto e quindi ad Augusta, dove si trovava all'ingresso dell'Italia nel secondo conflitto mondiale, agli ordini del capitano di corvetta Fausto Sestini.

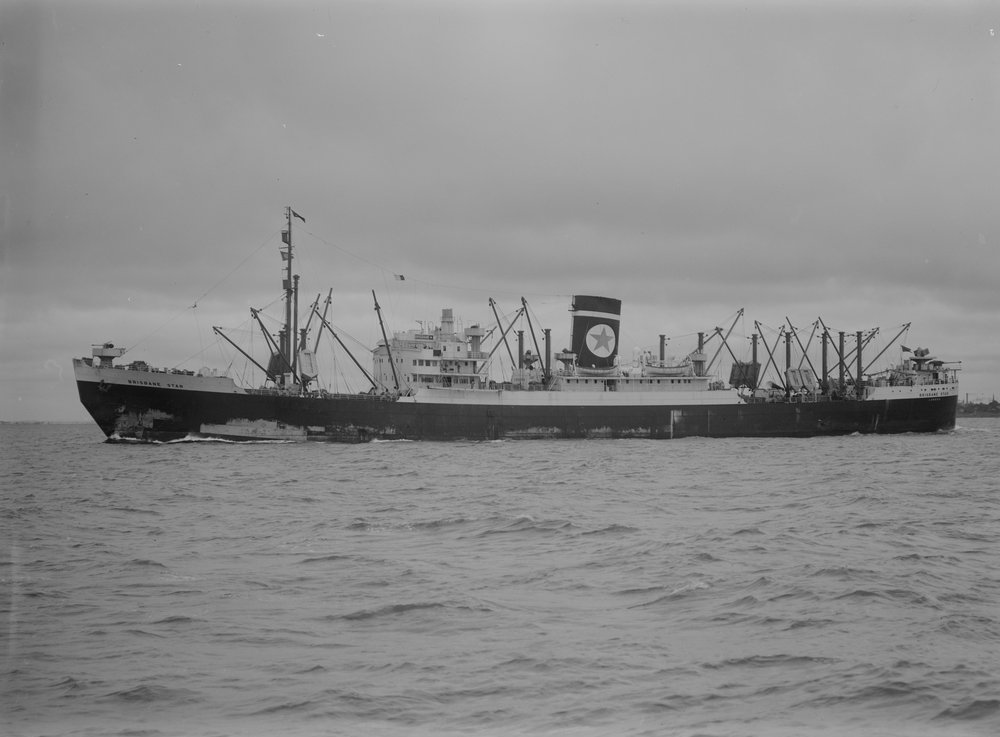
La motonave Brisbane Star, danneggiata dal Dessiè durante la battaglia di Mezzo Agosto

L'8 agosto 1940 fu inviato al largo di Creta ed il 13, di sera, individuò un mercantile veloce, senza riuscire ad attaccarlo. Rientrò alla base il 16 agosto.
Tra fine ottobre ed inizio novembre fece parte di uno sbarramento di quattro sommergibili fra lo Ionio e l'Egeo, senza avvistare navi sebbene la Mediterranean Fleet fosse in quei giorni in mare più o meno in quella zona.
A fine mese fu nuovamente schierato (al comando del tenente di vascello Adriano Pini), stavolta al largo di Malta, a contrasto dell'operazione britannica «Collar». Alle 3.05 del 28 novembre avvistò la 3ª Divisione Incrociatori della Royal Navy, formata dall'incrociatore pesante York e dagli incrociatori leggeri Glasgow e Gloucester, e – da 3500 metri – lanciò due siluri con i tubi di poppa, avvertendo due detonazioni e poi una terza più violenta. Nelle fonti inglesi non si trova però alcuna conferma non solo di danneggiamenti, ma nemmeno dell'attacco stesso.
Fra il 21 ed il 22 luglio 1941 fu inviato tra Pantelleria e Malta assieme ad altri tre sommergibili, per opporsi all'operazione inglese «Substance» (consistente nell'invio di un convoglio di rifornimenti a Malta), ma non avvistò il convoglio britannico.
Verso metà di giugno 1942 fu inviato – insieme ad altri quattro sommergibili, tra cui i gemelli Aradam ed Ascianghi – in agguato tra Malta, Pantelleria e Lampedusa in opposizione al convoglio britannico «Harpoon», nell'ambito della Battaglia di mezzo giugno; tuttavia il sommergibile non avvistò le unità avversarie.

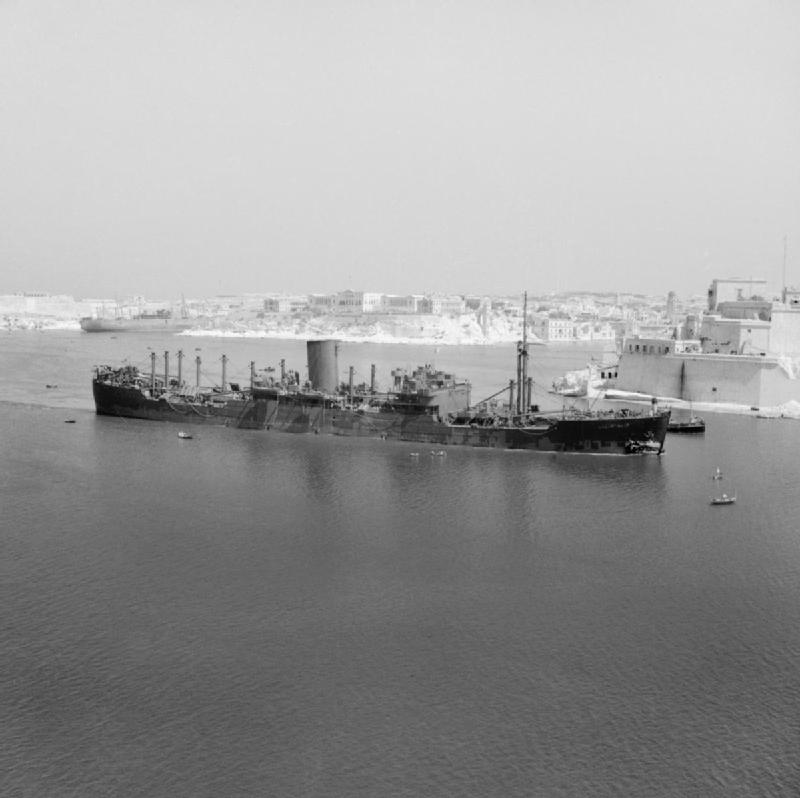
Il Brisbane Star arriva a Malta al termine della battaglia di Mezzo Agosto

L'11 agosto 1942 (comandava allora il sommergibile il tenente di vascello Renato Scandola) fu tra gli undici sommergibili disposti in agguato a settentrione della Tunisia, tra Scoglio Fratelli e Banco Skerki, per attaccare un convoglio britannico per Malta (si trattava dell'operazione britannica «Pedestal», poi sfociata nella Battaglia di mezzo agosto). Intorno alle sette di sera del 12 agosto individuò il convoglio – valutato, alle 19.10, in 14 mercantili e dieci cacciatorpediniere –, si portò all'attacco avvicinandosi sino a 1800 metri e, alle 19.38, lanciò quattro siluri: fu colpita ed immobilizzata la grossa motonave frigorifera Brisbane Star (12.791 tsl), che però riuscì in seguito a rimettere i motori in funzione ed a raggiungere la destinazione, pur ulteriormente danneggiato da attacchi di aerosiluranti tedeschi. Alcune fonti attribuiscono all'azione anche l'affondamento di un altro mercantile, il Deucalion (7516 tsl), che tuttavia risulta in realtà affondato da aerosiluranti tedeschi Heinkel He 111. Alle 19.56 il Dessiè, mentre si preparava a lanciare anche dai tubi di poppa, fu attaccato dai cacciatorpediniere, che lo bombardarono con circa 120 bombe di profondità sino alle 21.27, senza arrecargli danni. Emerse alle 22.12, osservando gli incendi delle navi colpite da altri sommergibili ed aerei. Il 13 fu nuovamente sottoposto a bombardamento con il ferimento di alcuni uomini (tra cui il comandante) e vari danni, dovendo così fare ritorno in porto.
Il 18 novembre 1942 lasciò Messina al comando del tenente di vascello Alberto Gorini, per raggiungere il proprio settore d'operazioni. Alle 19.12 del 27 novembre comunicò per l'ultima volta con la base, poi scomparve.
Solo nel dopoguerra si apprese della sorte toccata al sommergibile: individuato da aerei il 28 novembre al largo di Annaba, in Algeria, era stato sottoposto a caccia antisommergibile dai cacciatorpediniere HMS Quentin e HMAS Quiberon (informati della sua presenza dai velivoli). Colpito dalle bombe di profondità, era venuto in superficie con notevole appoppamento e sbandamento, e, prima che qualche uomo dell'equipaggio potesse abbandonarlo, era nuovamente e definitivamente affondato di poppa.
Con il Dessiè scomparve l'intero equipaggio formato dal comandante Gorini, da altri 4 ufficiali e da 43 fra sottufficiali e marinai.
Il sommergibile aveva svolto 26 missioni di guerra, percorrendo in tutto 15.193 miglia in superficie e 4263 in immersione.

## Comandanti
- Capitano di Corvetta Costanzo Casana dal 30 gennaio 1937 (responsabile durante l'allestimento a Taranto);
- Tenente di Vascello Mario Di Muro dal 14 aprile 1937;
- Tenente di Vascello Gino Birindelli nel 1938;
- Capitano di Corvetta Fausto Sestini dal 12 ottobre 1939 al 5 giugno 1940;
- Capitano di Corvetta Benedetto Luchetti dal 6 giugno al 1º luglio 1940;
- Capitano di Corvetta Fausto Sestini dal 2 luglio al 17 settembre 1940;
- Tenente di Vascello di complemento Ottavio Stampalia dal 18 al 22 settembre 1940 (ufficiale in 2^, responsabile ad Augusta);
- Tenente di Vascello di complemento Adriano Pini dal 23 settembre 1940 al 29 maggio 1942;
- Sottotenente di Vascello complemento Remigio Dapiran dal 1° al 12 giugno 1942 (comandante interinale);
- Tenente di Vascello Gino Andreani dal 13 al 16 giugno 1942;
- Tenente di Vascello Renato Scandola dal 17 giugno al 13 agosto 1942 (ferito per errore da un attacco aereo di Ju-88 tedeschi);
- Tenente di Vascello di complemento Alpinolo Cinti dal 16 agosto al 3 settembre 1942 (comandante interinale)
- Tenente di Vascello Alberto Gorini dal 4 settembre al 28 novembre 1942 (+).